# دیوید کورت
دیوید کورت (انگلیسی: David Court؛ زادهٔ ۱ مارس ۱۹۴۴) یک بازیکن فوتبال است.